# Biblioteca nazionale di Malta
La Biblioteca nazionale di Malta (Bibljoteka Nazzjonali ta' Malta in maltese), nota anche come Bibliotheca (Bibljoteka) è la principale biblioteca del paese, situata in Piazza della Repubblica nel centro di La Valletta, a Malta.
Venne fondata dal Gran Maestro Emmanuel de Rohan-Polduc nel 1776 sulla base della collezione del cavaliere Louis Guérin de Tencin ed inizialmente nota come Bibliotheca Tanseana in suo onore. Acquisisce le copie di deposito legale dal 1925 ed ha la più grande collezione di libri su Malta, insieme all'Università di Malta. La biblioteca conserva anche gli archivi dei Cavalieri Ospitalieri, dell'Università di Mdina e dell'Università di La Valletta.
La sede della biblioteca si trova in un edificio neoclassico costruito alla fine del XVIII secolo su progetto dell'architetto italo-polacco Stefano Ittar con l'aiuto di suo figlio Sebastiano Ittar.

## Storia
Le origini della biblioteca risalgono al 1555, quando il Gran Maestro Claude de la Sengle decise che tutti i libri posseduti dai cavalieri di Malta sarebbero passati all'ordine al momento della loro morte.
Nel 1760 Louis Guérin de Tencin, il Balivo di Gran Croce dell'Ordine, acquistò una collezione di 9.700 precedentemente di proprietà di Joaquín Fernández de Portocarrero per 7.000 scudi. L'anno successivo aprì una prima biblioteca pubblica in un palazzo detto Il forfantone a La Valletta, contenente la sua biblioteca personale e la collezione di Portocarrero, la biblioteca del Comandante Sainte-Jay (precedentemente conservata nella sacrestia della concattedrale) e libri donati da altri membri dell'ordine. Giovanni Pietro Francesco Agius de Soldanis divenne quindi il primo bibliotecario, pagato direttamente da De Tencin, che morì nel 1766 prima di riuscire ad assicurare l'indipendenza finanziaria della biblioteca.
Dieci anni dopo, nel 1776 il Gran Maestro Emmanuel de Rohan-Polduc creò ufficialmente la Bibliotheca Publica, nota anche come Bibliotheca Tanseana in onore di De Tencin. Il palazzo del Forfantone venne ritenuto troppo piccolo per contenere la biblioteca, e nel 1786 venne dato incarico a Stefano Ittar di progettare un nuovo edificio. La nuova biblioteca venne costruita sul luogo dove sorgeva in precedenza la Conservatoria dell'ordine, il tesoro dell'isola. L'edificio venne completato nel 1796 ma rimase inizialmente inutilizzato a causa dell'invasione francese del 1798. Venne finalmente inaugurato il 4 giugno 1812, dopo l'inizio del protettorato britannico di Malta, da Sir Hildebrand Oakes, Commissario civile dell'isola e prese il nome di Biblioteca pubblica di Malta.
Divenne il centro per il deposito legale di Malta con la legge numero 2 del 1925, cambiando nome in Biblioteca Reale di Malta nel 1936 per decisione di Re Giorgio V. Nel 1937 gli archivi dell'Ordine dei Cavalieri di Malta vennero trasferiti presso la biblioteca. Nel 1976, con l'apertura della Biblioteca pubblica centrale di Floriana, la biblioteca smise di effettuare prestiti e divenne nota con il nome attuale di Biblioteca nazionale di Malta.